# Noot (plantkunde)

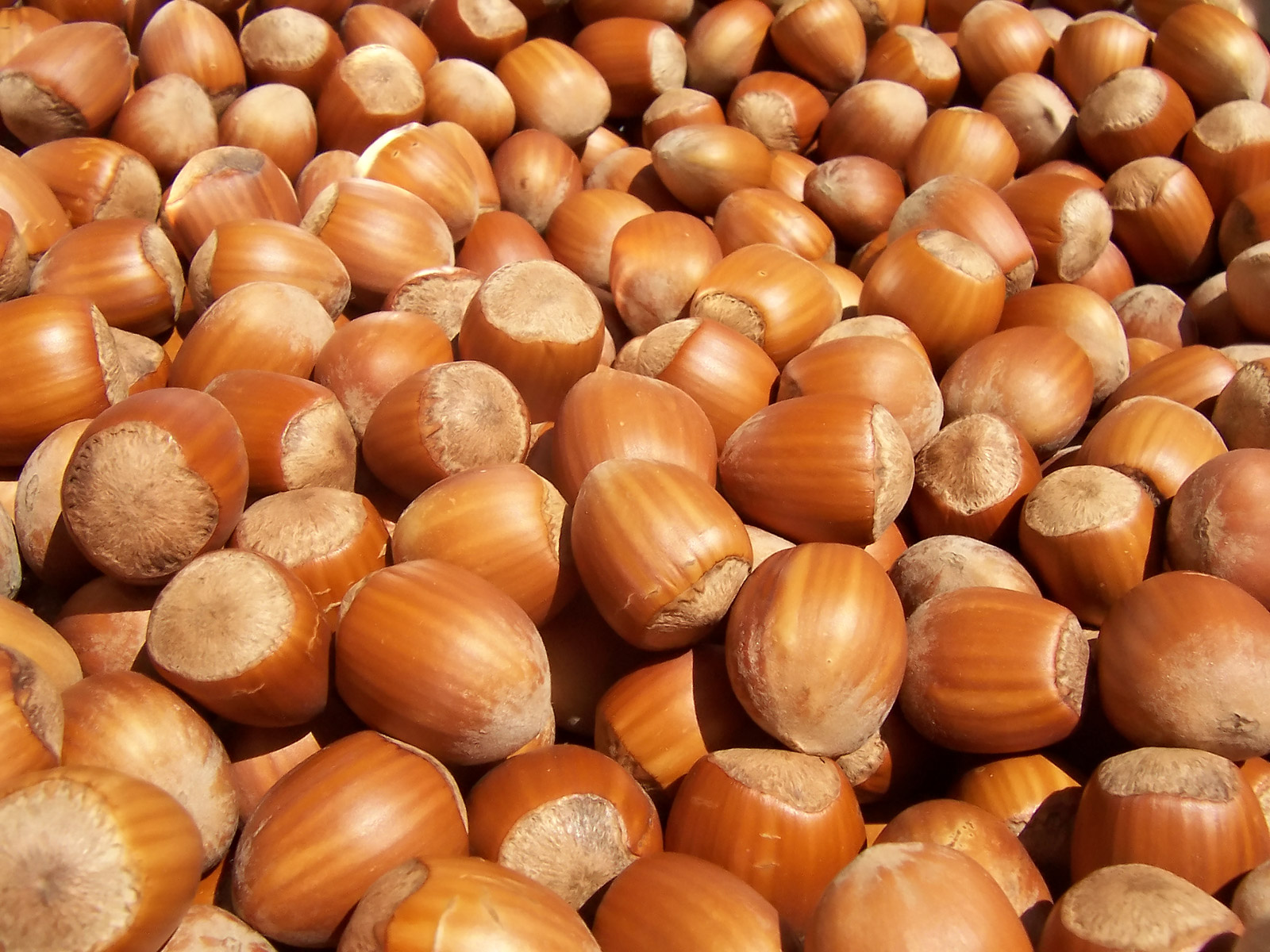
Hazelnoten

In de plantkunde is een noot een niet-openspringende, eenzadige, enkelvoudige dopvrucht met verhoute vruchtwand.

## Botanie
Enkele dopvruchten behoren tot de droge vruchten en hebben één zaad (zelden twee) waarvan het steenachtige of houtachtige omhulsel (de vruchtwand) of een deel daarvan bij rijpheid zeer hard wordt. Vruchten die aan deze definitie voldoen worden ook wel echte noten genoemd om ze te onderscheiden van de "noten" die aan de minder strikte, meer culinaire definitie voldoen. De strikte definitie leidt ertoe dat de walnoot, die in het spraakgebruik als typische noot wordt gezien, toch geen echte noot is.
Een nootje is een kleine droge, harde, niet openspringende, eenzadige vrucht, waarbij het zaad niet met de enigszins houtachtige vruchtwand is vergroeid. Ze zijn dikwijls voorzien van vruchtpluis. Composieten en lipbloemigen vormen als vrucht een nootje. Bij het pellen van zonnebloempitten komt het zaad vrij.
Echte noten worden onder andere geproduceerd door planten in de orde Fagales.
| Voorbeelden van echte noten                                | Voorbeelden van echte noten                  | Voorbeelden van echte noten | Voorbeelden van echte noten | Voorbeelden van echte noten |
| Naam                                                       | Afbeelding                                   | Beschrijving | Alternatieve naam           |                             |
| ---------------------------------------------------------- | -------------------------------------------- | --- | --------------------------- | --------------------------- |
| Beukennoot (Fagus sylvatica )                              | Beukennoten en hun napjes                    | Twee kleine vruchten groeien in een geheel omsluitend stekelig napje.                                                                                  |                             |                             |
| Eikel (Quercus)                                            | Eikels en eikeldoppen van de zomereik        | De vrucht groeit in een napje of eikeldop. | aker                        |                             |
| Hazelnoot (Corylus avellana) Lambertsnoot (Corylus maxima) | Twee hazelnoten in de dop en twee zonder dop | De vrucht groeit in een geheel omsluitend napje. |                             |                             |
| Paardenkastanje (Aesculus)                                 | Paardenkastanjes en bolsters                 | De grote vrucht groeit in een bolster met korte stekels. Voor paarden, geiten en varkens is de paardenkastanje eetbaar, maar voor mensen is ze giftig. |                             |                             |
| Tamme kastanje (Castanea dentata)                          | Tamme kastanje in de bolster                 | Twee tot vier vruchten groeien in een bolster met veel lange dunne stekels.                                                                            |                             |                             |

## Culinaire definitie en gebruik
In de kookkunst heeft "noot" een veel minder beperkte categorie van vruchten dan in botanische context. De term wordt toegepast op vele zaden die botanisch gezien geen echte noten zijn. Iedere grote, oliehoudende vrucht met een pit in een al dan niet harde schaal en die in voedsel wordt gebruikt kan noot worden genoemd. 
Een groot aantal zaden is eetbaar. Omdat noten een hoog oliegehalte hebben, zijn zij een hoog gewaardeerde voedselbron en energiebron. In het algemeen hebben noten verschillende positieve effecten op de gezondheid. Ze kunnen gekookt, rauw, en/of geroosterd worden genuttigd.
Hier volgen enkele voorbeelden van vruchten en zaden die soms of vaak als "noten" worden aangeduid in de culinaire betekenis, maar dat niet zijn in de botanische betekenis:
| ’Onechte’ noten                                        | ’Onechte’ noten | ’Onechte’ noten | ’Onechte’ noten                           | ’Onechte’ noten |
| Naam                                                   | Afbeelding | Beschrijving | Alternatieve naam                         |                 |
| ------------------------------------------------------ | --- | --- | ----------------------------------------- | --------------- |
| Amandel (Prunus dulcis)                                | Amandelen in de dop (dicht, open, bruin en wit (geblancheerd) | zaad van een steenvrucht |                                           |                 |
| Betelnoot (Areca catechu)                              | Betelnoten uit India | zaad van een steenvrucht | arekanoot                                 |                 |
| Cashewnoot (Anacardium occidentale)                    | Cashewvruchten en -noten | kern van het zaad van de cashew | cachounoot, bombaynoot                    |                 |
| Chileense hazelnoot (Gevuina avellana)                 | Chileense hazelnoten en doppen | zaad van de Gevuina avellana |                                           |                 |
| Kokosnoot (Cocos nucifera)                             | Gespleten kokosnoot in de schil | een steenvrucht | klappernoot                               |                 |
| Macadamianoot (Macadamia spp.)                         | Hele macadamianoot in dop (li) en geroosterde macadamianoot (re) | het zaad van een kokervrucht |                                           |                 |
| Muskaatnoot (Myristica fragrans)                       | Vruchten (rijp en onrijp) en zaden van de muskaatboom. Het rijpe zaad bestaat uit (van binnen naar buiten) het bruine kiemwit (de muskaatnoot), een zwarte zaadhuid (de dop), en een rode zaadrok (in gedroogde vorm de specerij foelie). | gedroogde pit van de vlezige, okergele, abrikoosachtige vrucht; de rode zaadrok (in gedroogde vorm) is in gebruik als de specerij foelie |                                           |                 |
| Paranoot (Bertholletia excelsa)                        | Paranootvrucht en noten | het zaad van de Bertholletia excelsa | brazielnoot, amazonianoot                 |                 |
| Pecannoot (Carya illinoinensis)                        | Pecannoten in geslopen en open dop | een zaad |                                           |                 |
| Pinda (Arachis hypogaea)                               | Pinda’s: gesloten dop, open dop, losse ongepelde en gepelde | een peulvrucht | aardnoot, grondnoot, olienoot of apennoot |                 |
| Pistachenoot (Pistacia vera)                           | Halfopen pistachenoot | een zaad; het omhulsel is niet enkelvoudig                                                                                               | pimpernoot                                |                 |
| Walnoot (Juglans regia) Zwarte walnoot (Juglans nigra) | Dichte en open walnoot | steenvrucht; het omhulsel is niet enkelvoudig                                                                                            | okkernoot                                 |                 |